# 15628 Ґонзалес
15628 Ґонзалес (15628 Gonzales) — астероїд головного поясу, відкритий 29 квітня 2000 року.
Тіссеранів параметр щодо Юпітера — 3,644.